# Paranapis isolata
Espèce
Paranapis isolata est une espèce d'araignées aranéomorphes de la famille des Anapidae.

## Distribution
Cette espèce est endémique des îles des Trois Rois en Nouvelle-Zélande,.

## Description
Le mâle holotype mesure 1,10 mm et la femelle paratype 1,35 mm.

## Publication originale
- Forster, 1951 : New Zealand spiders of the family Symphytognathidae. Records of the Canterbury Museum, vol. 5, no 5, p. 231-244.